# 序列同源性

基因变化在系统发育学中的表示。上图：祖基因发生重复，产生两个旁系同源基因（histone H1.1 and 1.2），用红与蓝色表示；物种形成后，两个不同的子物种（人类和黑猩猩）中存在直系同源基因。下图：另一个单独物种（大肠杆菌）中，一个用灰色表示的基因（histone-like nucleoid-structuring protein）尽管有相似功能，但具有独立的进化起源，因此是一个类似物。

序列同源性（英語：Sequence homology）是DNA、RNA或蛋白质序列之间由在演化历程中存在共同祖先导致的生物同源性。 两个DNA片段可由三种情况从共同的祖先DNA演化而来：物种形成事件（直系同源），片段重复事件 （旁系同源），或者基因横向转移事件（异源同源）。 
DNA、RNA和蛋白质之间的同源性一般由核苷酸或氨基酸的序列的相似性推断。显著的相似性可有力地证明两个不同序列由同一祖序列通过演化性的变化而来的相关性。 通过对多个序列进行比对，可以显示出序列中哪些区域是同源的。 

## 直系同源
如果同源序列被推断出是由物种形成事件所分离的相同祖先序列的后代，那么它们是直系同源的：当一个物种分化为两个单独的物种时，两个产生物种来自同一个基因的拷贝被认为是直系同源的。 直系同源基因是不同物种中的基因，它们是通过起源于最后一个共同祖先的单个基因的直接后代形成的。 “Ortholog”一词是由分子进化学家Walter Fitch于1970年提出的。 